# Франківська енциклопедія
Франківська енциклопедія — семитомне енциклопедичне видання, присвячене доктору Іванові Франку, знаковій для України особистості, письменнику, публіцисту, мислителю, громадському й політичному діячеві.
Рекомендоване до друку вченою радою Інституту Івана Франка НАН України 25 лютого 2016 року і вченою радою Інституту літератури ім. Тараса Шевченка НАН України 23 червня 2016 року.
У виданні подаватимуться статті про письменників, літературознавців, фольклористів, мовознавців (починаючи від зачинателів нової української літератури і закінчуючи тими особами, які потрапили в поле зору І. Франка). Висвітлюються прижиттєві зв'язки І. Франка з ними, його відгуки та роздуми про попередників і сучасників, а також спогади, дослідження та висловлювання про І. Франка.

## Томи
Том 1 (А — Ж) вийшов у світ 2016 року, коли виповнилося 160 років від дня народження та 100 років від дня смерті Івана Франка. З цієї нагоди літературознавці підготували та видали перший том «Франківської енциклопедії», який був випущений на замовлення Державного комітету телебачення і радіомовлення України за програмою «Українська книга» 2016 року.

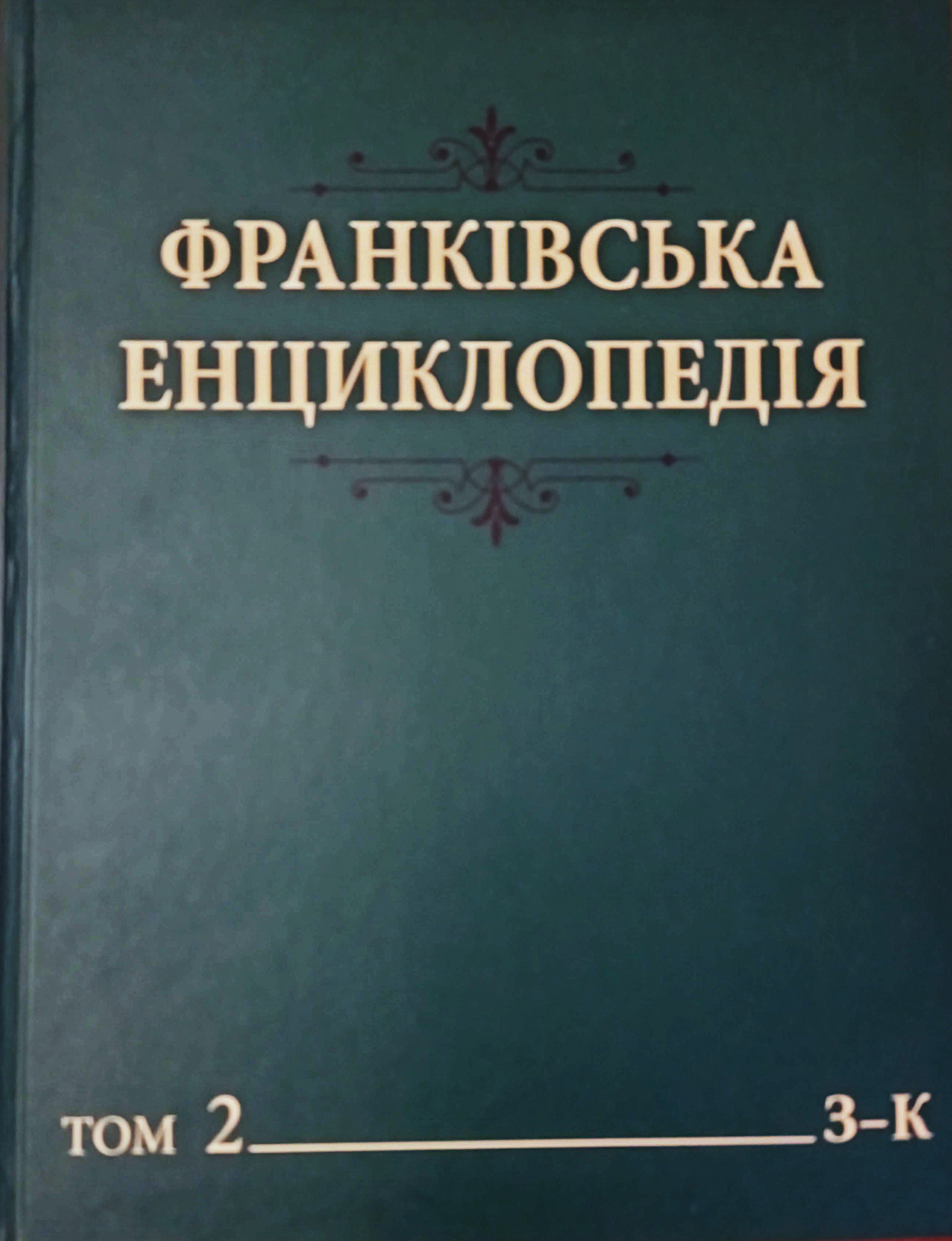
Франківська енциклопедія. Том 2 (З — Кузеля)

Том 2 (З — Кузеля) опубліковано 2024 року у Всеукраїнському спеціалізованому видавництві «Світ». У другому томі, як і в першому, подаються статті про письменників, літературознавців, фольклористів, мовознавців – од зачинателів нової української літератури до тих, хто потрапив у поле зору І. Франка. Висвітлюються прижиттєві зв’язки І. Франка з ними, його відгуки та роздуми про попередників і сучасників, а також спогади, дослідження та висловлювання про І. Франка.